# Bipolarer Leistungstransistor
Ein Leistungsbipolartransistor (englisch bipolar power transistor auch englisch power bipolar junction transistor, Power BJT) ist eine spezialisierte Version eines Bipolartransistors, der für das Leiten und Sperren von großen elektrischen Strömen und Spannungen optimiert ist (bis mehrere hundert Ampere und bis ca. 1000 Volt, bei einem Bauteilvolumen von ca. einem Kubikzentimeter). Im Gegensatz zum normalen Bipolartransistor besitzt der Leistungsbipolartransistor eine vertikale Anordnung, damit sich die Ströme gleichmäßig über ein großes Gebiet innerhalb des Halbleiters verteilen.
In der Industrie stellte der Leistungsbipolartransistor – ebenso wie der Leistungs-MOSFET – ein industrielles Standardbauteil zur Beeinflussung des elektrischen Stromes dar. Er wird als Leistungsverstärker und Schalter verwendet und wirkt näherungsweise wie eine stromgesteuerte Stromquelle. Zunehmend wird er durch IGBT (einer Kombination aus bipolarem Transistor und MOSFET) verdrängt. 
Ein bekannter Typ, der noch heute hergestellt wird, ist der 2N3055.

## Aufbau und Funktionsweise

Schematischer Aufbau eines npn-Leistungsbipolartransistors

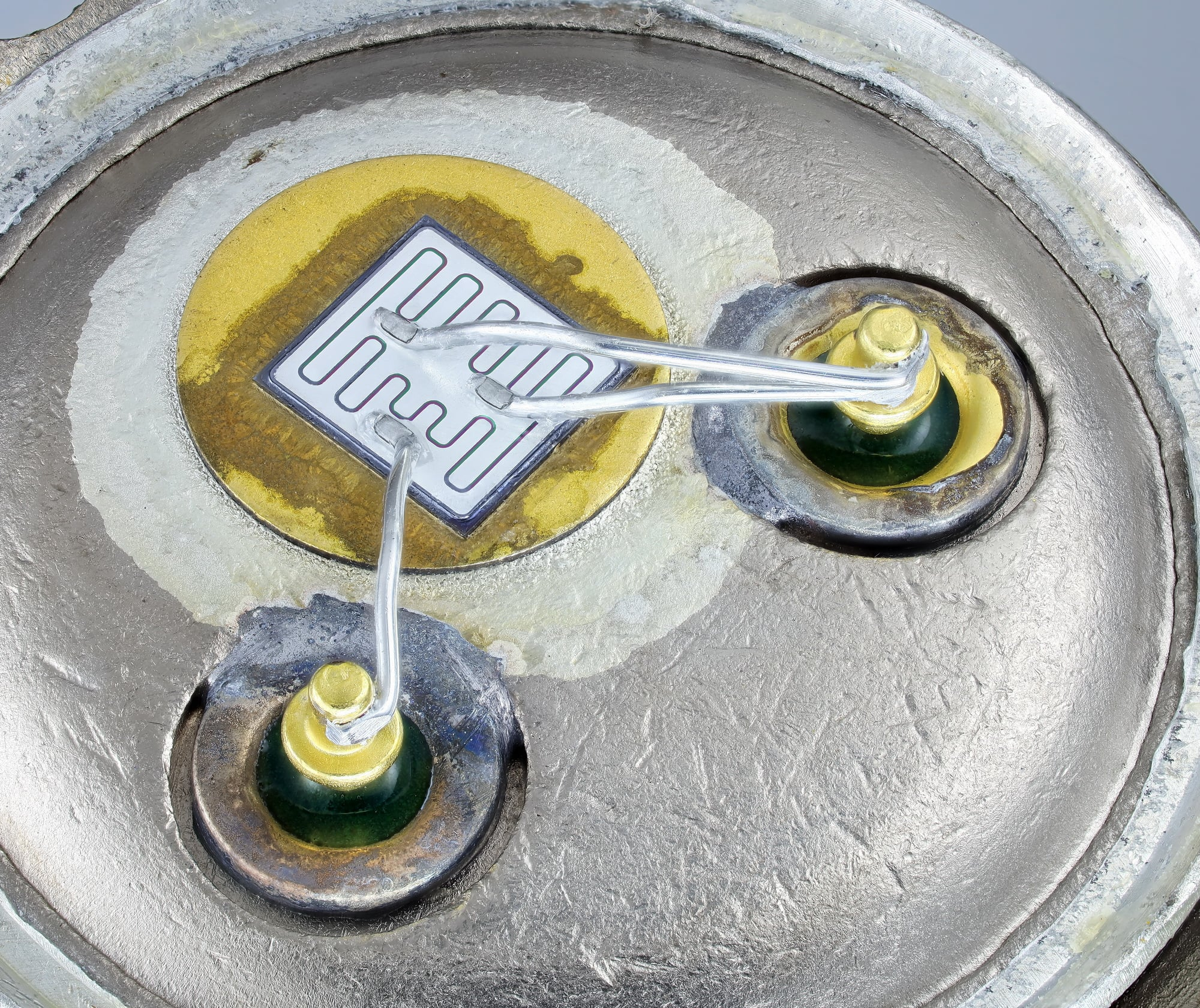
Innerer Aufbau eines bipolaren Leistungstransistors. Der Kollektor ist elektrisch mit dem Metallgehäuse verbunden.

Ein Leistungsbipolartransistor muss in der Regel eine große Basis-Kollektor-Spannung aushalten können. Der Kollektor des Transistors muss somit schwach dotiert werden, damit es nicht zum Lawinendurchbruch kommt. Die größere Basis-Kollektor-Spannung hat in der Basis eine größere Raumladungszone zur Folge. Deshalb muss die Basisbreite groß gewählt werden, um einen Durchschlag (engl. punch through) des Transistors zu vermeiden. Die große Basisbreite hat eine viel kleinere Stromverstärkung zur Folge. Im Vergleich zu Kleinsignal-Bipolartransistoren mit Stromverstärkungen im Bereich von 100 bis 1000 haben Leistungsbipolartransistoren nur eine Verstärkung von etwa 10–100.
Beim Leistungsbipolartransistor kann es zum sogenannten zweiten Durchbruch kommen, welcher bei sehr großen Spannungen und Strömen auftreten kann. Wegen der erhöhten Temperatur infolge der hohen Ströme beginnt das Halbleitermaterial zu schmelzen.
Eine besondere Bauform ist der Darlingtontransistor, der aus einer Emitterfolger-Schaltung zweier Transistoren in einem Gehäuse auf einem Chip besteht.

## Kenngrößen
- Maximal zulässiger Kollektorstrom ({\displaystyle I_{\mathrm {C,max} }})
- Maximal zulässige Kollektorspannung ({\displaystyle V_{\mathrm {CE,sus} }})
- Maximal zulässige Transistorverlustleistung ({\displaystyle P_{\mathrm {T} }})

Der sichere Arbeitsbereich (engl. safe operating area, SOA) ist durch obige Kenngrößen begrenzt. Es muss sichergestellt werden, dass die maximal zulässige Transistorleistung unter einem bestimmten Wert liegt, damit die Temperatur des Halbleitermaterials unter dem Maximalwert liegt.